# 浙闽会馆
36°39′45.72″N 117°1′30.00″E / 36.6627000°N 117.0250000°E
浙闽会馆，位于山东省济南市历下区黑虎泉西路23号（正门原朝向南门里宽厚所街，今以后山门为正门），南北长80米，东西长30米，原为浙江、福建旅鲁同乡会所在地，由出身于浙江、福建两省，并在济南为官经商的人士出资建造。现存建筑包括山门、二门、前殿、大罩棚和戏台等，在济南原有的19处会馆建筑中，仅有浙闽会馆和江西会馆较完整的保存至今。2007年由济南市政府出资修缮，现为济南市国资委老干部活动中心。